# Better Late Than Never (テレビ番組)
Better Late Than Never はアメリカ合衆国のリアリティ旅番組。ストーリーライン・エンタテイメントと提携し、ユニバーサル・テレビジョンのプロデュースによりNBCで放送される。韓国の人気番組『花よりおじいちゃん』を基にしている。出演者はウィリアム・シャトナー、ヘンリー・ウィンクラー、ジョージ・フォアマン、テリー・ブラッドショーの熟年4人組が若手コメディアンのジェフ・ダイと共にアジア中を旅してこれまで経験したことのない庶民文化および「死ぬまでにやっておきたいこと」を体験する。2015年8月に製作が開始され、2016年8月23日より放送が開始される。

## 製作
2014年終盤、NBCは韓国のCJ E&Mから『花よりおじいちゃん』のリメイク権を買い取った。オリジナルの番組はケーブルTvNで初めてヒットした番組であり、スピンオフも2作品制作された。2013年に放送され、ローカルで高視聴率の12.5%を記録し、アジア各国で人気を博し、70代の熟年俳優と若い役者のコンビネーションは老若男女に受け入れられた。
出演者のウィンクラーおよび『The Bachelor 』、『The Bachelorette 』のプロデューサーであるジェイソン・イウリック、『I Survived a Japanese Game Show』のティム・クレセンティ、映画『最高の人生の見つけ方』のプロデューサーでストーリーライン・エンタテイメントのクレイグ・ゼイダンとニール・メロンがプロデュースを行なっている。
2015年6月、製作発表が行われた。2015年8月に日本で撮影が開始され、8月12日、出演者たちは日本テレビのトーク番組『PON!』に登場してビビる大木からインタビューをされているところを撮影した。8月20日に韓国ソウルに到着して3日間をかけて撮影し、少女時代がカメオ出演してコエックス、水原華城、カリビアンベイ、梨泰院、軍事境界線などを訪問した。
まず最初に東京、京都など日本を訪問し、その後韓国、香港、バンコク、チェンマイなどを訪問した。
NBCによると、5人の出演者が共に助け合い、励まし合うことで友情の大切さを表現する。東南アジアでの撮影中、最年長84歳でとても活動的なシャトナーは、僧侶と共に過ごした後仏教や瞑想に興味を持った。シャトナーは「死は迫ってきており、生きていることがいかに素晴らしいかをより感じてきている」と語った。

## 出演者
『ハッピーデイズ』のフォンジー役で知られる俳優、プロデューサー、作家、監督のヘンリー・ウィンクラー、『宇宙大作戦』のジェームズ・T・カーク役で知られる俳優、監督、作家のウィリアム・シャトナー、スーパーボウルで4回優勝したクォーターバックのテリー・ブラッドショー、ボクシング世界ヘビー級王者のジョージ・フォアマンが出演する。他にNBCの『Last Comic Standing 』出場者のジェフ・ダイが荷物持ちおよび道案内として登場する。

## 影響
韓国のローカル・バラエティ番組が北米の全国ネット版にリメイクされるのはこれが初めてである。番組スポンサーの韓国観光公社は韓国でのエピソード放映による経済効果は920万ドルにのぼると見込んでいる。